# Байльнгріс
Байльнгріс (нім. Beilngries) — місто в Німеччині, розташоване в землі Баварія. Підпорядковується адміністративному округу Верхня Баварія. Входить до складу району Айхштет.
Площа — 100,13 км2. Населення становить 9908 ос. (станом на 31 грудня 2020).